# Rivolta Ilinden-Preobrazeni
La rivolta Diinden-Preobrazhenie, o semplicemente la rivolta di Ilinden di agosto - ottobre 1903 (in bulgaro Преображенско въстание?, Ilindensko-Preobra-ensko vǎstanie; in macedone Илинденско востание?, Ilindensko vostanie; in greco Εξέγερση του Ίλιντεν?, Eksegersi tou Ilinden), fu una rivolta organizzata contro l'Impero ottomano, preparata e realizzata dall'Organizzazione Rivoluzionaria Interna Macedone-Adrianopoli, con il sostegno del Comitato Supremo Macedone-Adrianopoli. Il nome della rivolta si riferisce a Ilinden, un nome per il giorno di Elia, e a Preobrazhenie che significa Trasfigurazione. La rivolta durò dall'inizio di agosto alla fine di ottobre e coprì un vasto territorio dalla costa orientale del Mar Nero fino alle rive del lago Ohrid.
La ribellione nella regione della Macedonia agì nella maggior parte delle parti centrali e sud-occidentali del Vilayet di Monastir, ricevendo il sostegno principalmente dei contadini bulgari locali, e in una certa misura della popolazione aromaniana della regione. Il governo provvisorio fu istituito nella città di Kruševo, dove gli insorti proclamarono la Repubblica Kruevo, che fu invasa dai turchi dopo soli dieci giorni, il 12 agosto. Il 19 agosto, una rivolta strettamente imparentata organizzata dai contadini bulgari nel Vilayet di Adrianopoli portò alla liberazione di una vasta area nei monti Strandzha, e alla creazione di un governo provvisorio a Vassiliko, la Repubblica di Strandzha. Questo durò una ventina di giorni prima di essere abbattuto dai turchi. L'insurrezione riguardò anche i vilayet del Kosovo e di Salonicco.
Quando la ribellione era iniziata, molti dei suoi più promettenti potenziali leader, tra cui Ivan Garvanov e Gotse Delchev, erano già stati arrestati o uccisi dagli Ottomani, e lo sforzo fu annullato nel giro di un paio di mesi. I sopravvissuti riuscirono a mantenere una campagna di guerriglia contro i turchi per i successivi anni, ma il suo effetto maggiore fu che convinse le potenze europee a fare pressioni sul sultano ottomano perché assumesse un atteggiamento più conciliante verso i suoi sudditi cristiani in Europa.